# Чемпионат России по лыжным гонкам 2017
Чемпионат России по лыжным гонкам 2017 проводился Федерацией лыжных гонок России с 24 марта по 9 апреля 2017 года. Состоял из трёх этапов:
- первый этап прошёл с 24 марта по 2 апреля в Центре зимних видов спорта им. А. В. Филипенко (Ханты-Мансийск)[1]
- второй этап состоял из женской гонки на 50 км, прошедшей в Апатитах 8 апреля 2017 года[2]
- третий этап состоял из мужской гонкой на 70 км, прошедшей в Мончегорске 9 апреля 2017 года[2][3].

### Мужчины
| Дисциплина                          | Дата     | Золото                                                                          | Серебро                                                                         | Бронза                                                                      |
| Скиатлон 30 км                      | 25 марта | Сергей Устюгов ХМАО — Югра                                                      | Алексей Червоткин Москва                                                        | Александр Большунов Тюменская область                                       |
| Спринт классическим стилем          | 26 марта | Сергей Устюгов ХМАО — Югра                                                      | / Никита Ступак Московская область/Свердловская область                         | Андрей Парфёнов Тюменская область                                           |
| 15 км свободным стилем              | 28 марта | Сергей Устюгов ХМАО — Югра                                                      | Денис Спицов Тюменская область                                                  | Андрей Ларьков Республика Татарстан                                         |
| Командный спринт свободным стилем   | 29 марта | ХМАО — Югра Антон Гафаров Сергей Устюгов                                        | Красноярский край Андрей Мельниченко Андрей Феллер                              | Тюменская область Александр Большунов Андрей Парфёнов                       |
| Эстафета 4х10 км                    | 31 марта | Московская область Никита Ступак Александр Бессмертных Павел Викулин Пётр Седов | Тюменская область Илья Санников Александр Большунов Иван Якимушкин Денис Спицов | ХМАО — Югра Рифат Сафиуллин Евгений Дементьев Сергей Турышев Сергей Устюгов |
| 50 км классическим стилем, масстарт | 2 апреля | Александр Большунов Тюменская область                                           | Алексей Червоткин Москва                                                        | Алексей Виценко Республика Коми                                             |
| 70 км свободным стилем, масстарт    | 9 апреля | Андрей Ларьков Татарстан                                                        | / Рауль Шакирзянов Мордовия/Пермский край                                       | Андрей Мельниченко Красноярский край                                        |

### Женщины
| Дисциплина                          | Дата     | Золото                                                                   | Серебро                                                                             | Бронза                                                                  |
| Скиатлон 15 км                      | 25 марта | Ольга Репницына Тюменская область                                        | Алиса Жамбалова Республика Бурятия                                                  | Полина Кальсина ХМАО — Югра                                             |
| Спринт классическим стилем          | 26 марта | / Наталья Матвеева Москва/Рязанская область                              | / Полина Ковалёва Москва/Красноярский край                                          | Дарья Веденина Тюменская область                                        |
| 10 км свободным стилем              | 28 марта | Анна Нечаевская Республика Татарстан                                     | / Анастасия Седова Нижегородская область/Республика Мордовия                        | Мария Гущина ХМАО — Югра                                                |
| Командный спринт свободным стилем   | 29 марта | Республика Коми Ольга Царёва Юлия Белорукова                             | Москва Полина Ковалёва Наталья Матвеева                                             | Московская область Наталья Ильина Наталья Непряева                      |
| Эстафета 4х5 км                     | 31 марта | Республика Коми Наталья Зюзева Ольга Царёва Ольга Рочева Юлия Белорукова | Тюменская область Татьяна Алёшина Дарья Веденина Екатерина Смирнова Ольга Репницына | Москва Наталья Матвеева Полина Ковалёва Лали Кварацхелия Мария Лихачёва |
| 30 км классическим стилем, масстарт | 1 апреля | Анастасия Седова Тюменская область                                       | Наталья Непряева Москва                                                             | Алиса Жамбалова Республика Коми                                         |
| 50 км свободным стилем, масстарт    | 8 апреля | Ольга Царёва Республика Коми                                             | Анастасия Власова Мурманская область                                                | Анна Медведева Свердловская область                                     |